# Mynydd Perfedd
Mynydd Perfedd és una muntanya d'Eryri, Gal·les, que forma part del Glyderau. El cim té un refugi que ofereix bones vistes de la cara nord-est de Foel-goch i del Carneddau.

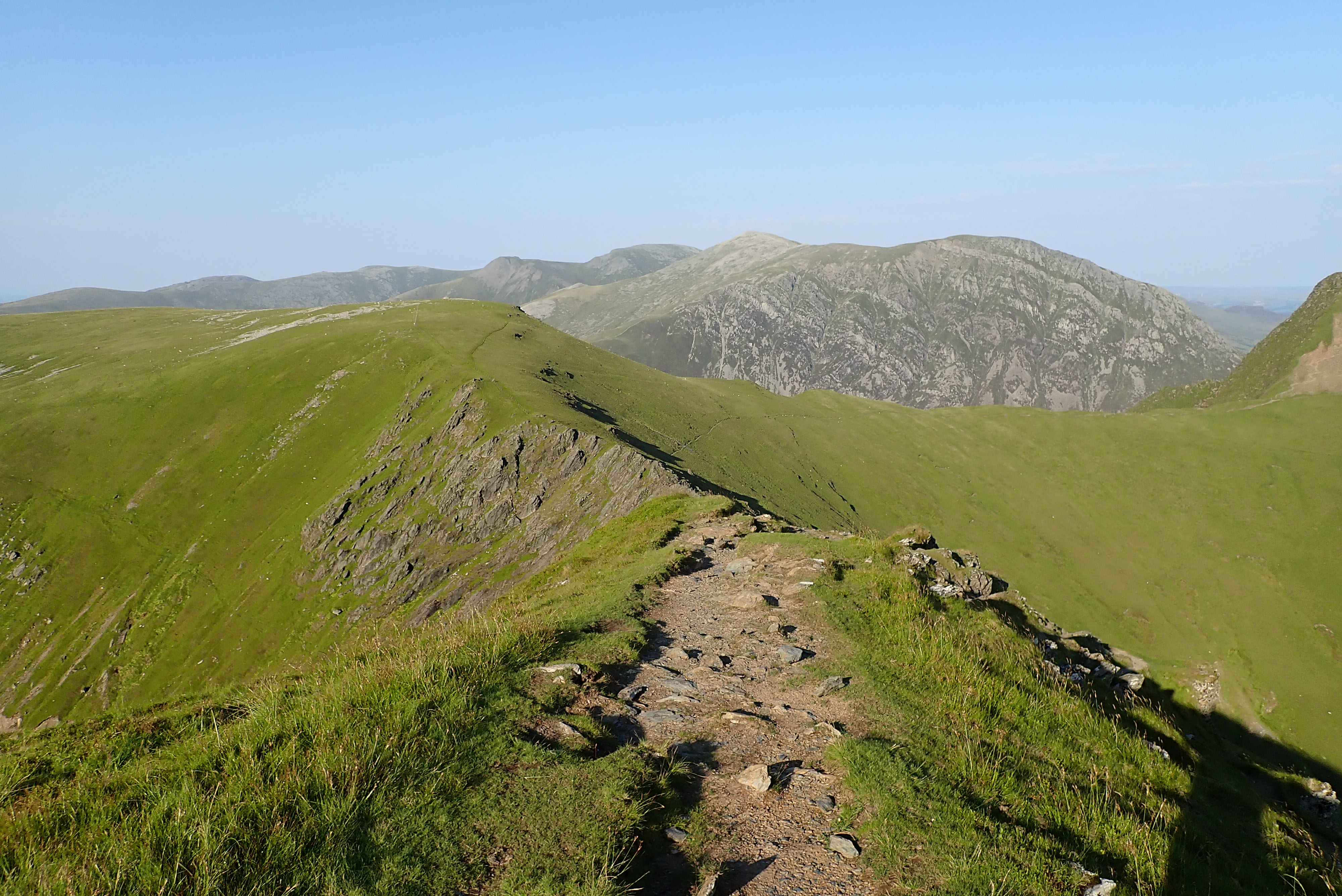
Mynydd Peredd vist des de la carena al llarg d'Elidir Fawr, per sobre de l'embassament, amb el Carneddau al fons.

A l'est, entre la muntanya i Carnedd y Filiast, hi ha penya-segats com el Llechen Cytrolar. Al sud es troba el pic principal, Elidir Fawr, a l'oest Carnedd y Filiast i a l'est Foel-goch i Y Garn. Fa 812 metres d'altitud. La temperatura mitjana anual de la muntanya és d'uns sis graus centígrads.